# Michel Vorm
Michel Vorm (IJsselstein, 20 ottobre 1983) è un ex calciatore olandese, di ruolo portiere.

## Carriera

### Club

#### Utrecht
Cresciuto nelle giovanili dell'Utrecht, viene mandato in prestito nella stagione 2005-2006 al Den Bosch in Eerste Divisie. Dalla successiva diventa il titolare del suo club d'appartenenza. L'esordio in Eredivisie avviene il 19 agosto 2006 contro il Willem II. Da quel momento disputa 137 gare di campionato in 5 stagioni, nonostante qualche infortunio nella sua seconda stagione (ginocchio e spalla), divenendone un punto fermo.

#### Swansea
Nell'estate 2011 passa allo Swansea. Il 15 agosto 2011 fa il suo esordio in Premier League nella sconfitta per 4-0 contro il Manchester City. Nella stagione 2012-2013 vince la Coppa di Lega, vincendo 5-0 in finale contro il Bradford City.

#### Tottenham
Il 23 luglio 2014 viene acquistato dal Tottenham per una cifra intorno ai 7 milioni.
Con gli Hotspurs fa il suo esordio a 34 anni in Champions League nel dicembre 2017, è lui a proteggere i pali nella vittoria per 3-0 contro i ciprioti dell'Apoel Nicosia.
A giugno 2019, rescinde il suo contratto con il club rimanendo svincolato.
In seguito nell'ottobre dello stesso anno viene richiamato dallo stesso Tottenham in seguito all'infortunio di Hugo Lloris
Il 26 ottobre 2020 annuncia il proprio ritiro dal calcio giocato.

### Nazionale
Ha fatto parte della nazionale olandese che ha vinto gli Europei Under-21 2006 in Portogallo.
Il 19 novembre 2008 ha fatto il suo esordio in amichevole con la nazionale maggiore, subentrando ad inizio secondo tempo nella vittoria contro la Svezia nel 3-1 finale.
Viene convocato dal c.t. Bert van Marwijk per il Mondiale 2010 in Sudafrica, e dal c.t. Louis van Gaal per il Mondiale 2014 in Brasile, conquistando rispettivamente un 2º e un 3º posto.

## Statistiche

### Cronologia presenze e reti in nazionale
| Cronologia completa delle presenze e delle reti in nazionale ― Paesi Bassi | Cronologia completa delle presenze e delle reti in nazionale ― Paesi Bassi | Cronologia completa delle presenze e delle reti in nazionale ― Paesi Bassi | Cronologia completa delle presenze e delle reti in nazionale ― Paesi Bassi | Cronologia completa delle presenze e delle reti in nazionale ― Paesi Bassi | Cronologia completa delle presenze e delle reti in nazionale ― Paesi Bassi | Cronologia completa delle presenze e delle reti in nazionale ― Paesi Bassi | Cronologia completa delle presenze e delle reti in nazionale ― Paesi Bassi |
| Data                                                                       | Città                                                                      | In casa                                                                    | Risultato                                                                  | Ospiti                                                                     | Competizione                                                               | Reti                                                                       | Note                                                                       |
| -------------------------------------------------------------------------- | -------------------------------------------------------------------------- | -------------------------------------------------------------------------- | -------------------------------------------------------------------------- | -------------------------------------------------------------------------- | -------------------------------------------------------------------------- | -------------------------------------------------------------------------- | -------------------------------------------------------------------------- |
| 19-11-2008                                                                 | Amsterdam                                                                  | Paesi Bassi                                                                | 3 – 1                                                                      | Svezia                                                                     | Amichevole                                                                 | -                                                                          | 46’                                                                        |
| 5-9-2009                                                                   | Enschede                                                                   | Paesi Bassi                                                                | 3 – 0                                                                      | Giappone                                                                   | Amichevole                                                                 | -                                                                          | 46’                                                                        |
| 9-9-2009                                                                   | Glasgow                                                                    | Scozia                                                                     | 0 – 1                                                                      | Paesi Bassi                                                                | Qual. Mondiali 2010                                                        | -                                                                          |                                                                            |
| 1-6-2010                                                                   | Rotterdam                                                                  | Paesi Bassi                                                                | 4 – 1                                                                      | Ghana                                                                      | Amichevole                                                                 | -                                                                          | 46’                                                                        |
| 11-8-2010                                                                  | Kharkiv                                                                    | Ucraina                                                                    | 1 – 1                                                                      | Paesi Bassi                                                                | Amichevole                                                                 | -1                                                                         |                                                                            |
| 25-3-2011                                                                  | Budapest                                                                   | Ungheria                                                                   | 0 – 4                                                                      | Paesi Bassi                                                                | Qual. Euro 2012                                                            | -                                                                          |                                                                            |
| 29-3-2011                                                                  | Amsterdam                                                                  | Paesi Bassi                                                                | 5 – 3                                                                      | Ungheria                                                                   | Qual. Euro 2012                                                            | -3                                                                         |                                                                            |
| 7-10-2011                                                                  | Rotterdam                                                                  | Paesi Bassi                                                                | 1 – 0                                                                      | Moldavia                                                                   | Qual. Euro 2012                                                            | -                                                                          |                                                                            |
| 11-10-2011                                                                 | Stoccolma                                                                  | Svezia                                                                     | 3 – 2                                                                      | Paesi Bassi                                                                | Qual. Euro 2012                                                            | -3                                                                         |                                                                            |
| 11-6-2013                                                                  | Pechino                                                                    | Cina                                                                       | 0 – 2                                                                      | Paesi Bassi                                                                | Amichevole                                                                 | -                                                                          |                                                                            |
| 14-8-2013                                                                  | Faro                                                                       | Portogallo                                                                 | 1 – 1                                                                      | Paesi Bassi                                                                | Amichevole                                                                 | -1                                                                         |                                                                            |
| 6-9-2013                                                                   | Tallinn                                                                    | Estonia                                                                    | 2 – 2                                                                      | Paesi Bassi                                                                | Qual. Mondiali 2014                                                        | -2                                                                         |                                                                            |
| 10-9-2013                                                                  | Andorra la Vella                                                           | Andorra                                                                    | 0 – 2                                                                      | Paesi Bassi                                                                | Qual. Mondiali 2014                                                        | -                                                                          |                                                                            |
| 11-10-2013                                                                 | Amsterdam                                                                  | Paesi Bassi                                                                | 8 – 1                                                                      | Ungheria                                                                   | Qual. Mondiali 2014                                                        | -1                                                                         |                                                                            |
| 12-7-2014                                                                  | Brasilia                                                                   | Brasile                                                                    | 0 – 3                                                                      | Paesi Bassi                                                                | Mondiali 2014 - 3º posto                                                   | -                                                                          | 93’                                                                        |
| Totale                                                                     |                                                                            | Presenze                                                                   | 15                                                                         |                                                                            | Reti                                                                       | -12                                                                        |                                                                            |

## Palmarès

### Competizioni nazionali
- Coppa di Lega inglese: 1

Swansea: 2012-2013